# Adam Mazurek
Adam Mazurek (ur. 23 sierpnia 1953) – polski kontradmirał i inżynier techniki nawigacji, morski oficer pokładowy okrętów desantowych i specjalista w dziedzinie rozpoznania wojskowego. W 1972 rozpoczął służbę w Siłach Zbrojnych. W 2006 objął stanowisko zastępcy szefa Sztabu ds. wsparcia w Dowództwie Komponentu Morskiego NATO, a w 2009 szefa Centrum Wsparcia Dowództwa Operacyjnego Sił Zbrojnych.

## Wykształcenie
Adam Mazurek urodził się 23 sierpnia 1953 w Radomsku. W latach 1972–1976 ukończył wyższe zawodowe studia wojskowe o kierunku nawigacja w Wyższej Szkole Marynarki Wojennej w Gdyni, uzyskując tytuł inżyniera nawigatora. W 1984 odbył kurs z zakresu systemów elektronicznych. Jest również absolwentem podyplomowych studiów operacyjno-taktycznych w Wyższej Szkole Marynarki Wojennej (1984–1986) oraz podyplomowych studiów dowódczych w Akademii Dowodzenia Marynarki Wojennej Stanów Zjednoczonych (Naval Command College) w Newport (1994–1995).

## Służba wojskowa
Początkowo został skierowany do 2 Brygady Okrętów Desantowych 9 Flotylli Obrony Wybrzeża w Świnoujściu, w której służył kolejno jako dowódca działu II artylerii na ORP „Brda” (1976–1977) i zastępca dowódcy okrętu na ORP „Głogów” (1977–1981). Następnie przeniesiono go do 6 Pułku Rozpoznania Radioelektronicznego w Gdańsku, gdzie był oficerem rozpoznania, a od 1984 szefem sztabu batalionu walki radioelektronicznej. Od 1986 do 1996 pełnił funkcję specjalisty walki radioelektronicznej w Oddziale Rozpoznania Sztabu Marynarki Wojennej w Gdyni. W latach 1996–1997 dowodził grupą Okrętów Rozpoznawczych 3 Flotylli Okrętów w Gdyni, po czym był szefem Wydziału Operacyjnego - zastępcą szefa Sztabu 3 Flotylli Okrętów. W 1998 powrócił do Sztabu Marynarki Wojennej na stanowisko szefa Oddziału Rozpoznania, od 2000 szefa Zarządu Rozpoznania i Walki Radioelektronicznej G-2. W okresie od 2004 do 2006 był zastępcą dowódcy Centrum Operacji Morskich w Gdyni. 13 marca 2006 wyznaczono go zastępcą szefa Sztabu ds. wsparcia w Dowództwie Komponentu Morskiego NATO (Allied Maritime Component Command) w Northwood (Wielka Brytania). Od listopada 2009 jest szefem Centrum Wsparcia Dowództwa Operacyjnego Sił Zbrojnych.

## Odznaczenia
- Złoty Krzyż Zasługi
- Złoty Medal „Siły Zbrojne w Służbie Ojczyzny”
- Srebrny Medal „Siły Zbrojne w Służbie Ojczyzny”
- Brązowy Medal „Siły Zbrojne w Służbie Ojczyzny”
- Złoty Medal Medal „Za zasługi dla obronności kraju”